# Hans-Jürgen Zickler

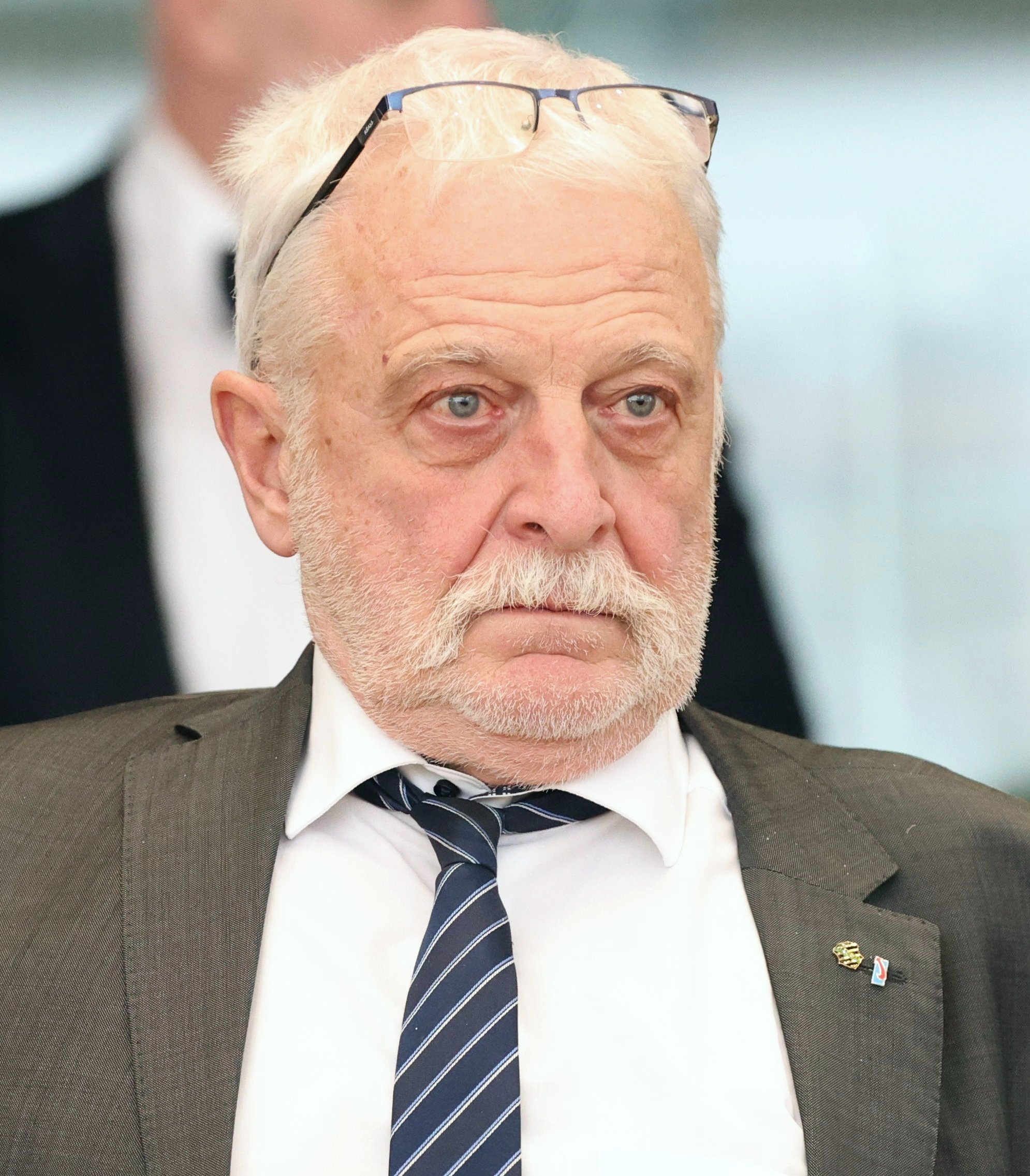
Hans-Jürgen Zickler (2024)

Hans-Jürgen Zickler (* 1954 in Weimar) ist ein deutscher Politiker (AfD). Er ist seit 2019 Mitglied des Sächsischen Landtags.

## Leben
Zickler machte sein Abitur 1972 in Mühlhausen/Thüringen und absolvierte 1972 bis 1974 den Grundwehrdienst bei der NVA. 1974 bis 1975 studierte er Pädagogik in Dresden, bis er aus Mangel an sozialistischem Bewusstsein exmatrikuliert wurde. 1975 bis 1985 war er auf Bewährung in der Arbeiterschaft (Fährmann, Facharbeiter Gastronomie). 1985 reiste er aus der DDR aus.
Zickler studierte 1986 bis 1991 Touristikbetriebswirtschaftslehre an der Fachhochschule Heilbronn, gründete Anfang 1990 eines der ersten privaten Reisebüros der DDR an der Dresdner Wallstraße und war danach bis März 2019 als Mitarbeiter eines Tabakladens am Bischofsplatz im Dresdner Hechtviertel tätig, den seine Frau Heike Zickler führt.

## Politik
Wenige Jahre nach der Wende und friedlichen Revolution in der DDR war der damals parteilose Zickler Zählkandidat für die DSU im Dresdner Stadtrat. Deren Stimmanteile sanken von 1990 bis 2009 kontinuierlich von 8,5 % auf 1,2 %. Seit 2014 ist die DSU nicht mehr im Dresdner Stadtrat vertreten. 
Seit April 2013 ist Zickler Mitglied der kurz zuvor im Februar 2013 gegründeten AfD. Bei der Landtagswahl in Sachsen 2019 gelang ihm über die AfD-Landesliste der Einzug in den Sächsischen Landtag. Bei der Landtagswahl 2024 zog er erneut über die Landesliste in den Landtag ein.